# 格拉特修道院
格拉特修道院是位於格鲁吉亚西部伊梅雷蒂大区庫塔伊西市郊外的一座修道院，修建於1106年。在很長一段時間內，格拉特修道院都是喬治亞的文化中心之一，有眾多代表喬治亞的科學家、神學家、哲學者都出身於此。修道院內收藏有眾多12世紀至17世紀的壁畫及寫本。1994年，格拉特修道院成為世界文化遺產。

## 外部連結
- 聯合國教科文組織-格拉特修道院 （页面存档备份，存于） （英文）